# Lliga neerlandesa de futbol 1921-22
La Lliga neerlandesa de futbol de 1921–1922 va ser disputada per 43 equips que participaven en quatre divisions. El campió nacional es determinaria mitjançant un play-off entre els guanyadors de les divisions de futbol oriental, nord, meridional i occidental dels Països Baixos. El Go Ahead va guanyar el campionat en derrotar el Blauw-Wit Amsterdam, el NAC Breda i el Be Quick 1887.

## Nous participants
Eerste Klasse Est:
- Ascendit de 2a Divisió: Heracles

Eerste Klasse Nord:
- Ascendit de 2a Divisió: Upright

Eerste Klasse South:
- Ascendit de 2a Divisió: PSV Eindhoven

Eerste Klasse oest:
- Ascendits de la 2a Divisió: Feijenoord (que torna després de dues temporades d'absència) i RCH

## Divisions

### Eerste Klasse Est
| Pos | Equip            | PJ | PG | PE | PP | GF | GC | DG  | Pts | Classificació o descens            |
| --- | ---------------- | -- | -- | -- | -- | -- | -- | --- | --- | ---------------------------------- |
| 1   | Go Ahead         | 18 | 11 | 5  | 2  | 45 | 16 | +29 | 27  | Classificat pel play-off pel títol |
| 2   | HVV Hengelo      | 18 | 8  | 5  | 5  | 33 | 22 | +11 | 21  |                                    |
| 3   | Heracles         | 18 | 9  | 3  | 6  | 27 | 21 | +6  | 21  |                                    |
| 4   | Koninklijke UD   | 18 | 7  | 6  | 5  | 35 | 25 | +10 | 20  |                                    |
| 5   | SC Enschede      | 18 | 8  | 3  | 7  | 33 | 22 | +11 | 19  |                                    |
| 6   | ZAC              | 18 | 6  | 4  | 8  | 27 | 34 | −7  | 16  |                                    |
| 7   | Quick Nijmegen   | 18 | 5  | 5  | 8  | 20 | 29 | −9  | 15  |                                    |
| 8   | Be Quick Zutphen | 18 | 4  | 6  | 8  | 26 | 38 | −12 | 14  |                                    |
| 9   | TSV Theole       | 18 | 5  | 4  | 9  | 21 | 35 | −14 | 14  |                                    |
| 10  | Vitesse Arnhem   | 18 | 5  | 3  | 10 | 24 | 49 | −25 | 13  | Descendit a 2a Divisió             |

### Eerste Klasse Nord
| Pos | Equip           | PJ | PG | PE | PP | GF | GC | DG  | Pts | Classificació o descens            |
| --- | --------------- | -- | -- | -- | -- | -- | -- | --- | --- | ---------------------------------- |
| 1   | Be Quick 1887   | 18 | 16 | 2  | 0  | 89 | 16 | +73 | 34  | Classificat pel play-off pel títol |
| 2   | Velocitas 1897  | 18 | 13 | 0  | 5  | 63 | 28 | +35 | 26  |                                    |
| 3   | Achilles 1894   | 18 | 8  | 7  | 3  | 31 | 22 | +9  | 23  |                                    |
| 4   | WVV Winschoten  | 18 | 11 | 1  | 6  | 45 | 38 | +7  | 23  |                                    |
| 5   | LAC Frisia 1883 | 18 | 9  | 3  | 6  | 34 | 20 | +14 | 21  |                                    |
| 6   | Veendam         | 18 | 8  | 3  | 7  | 24 | 26 | −2  | 19  |                                    |
| 7   | MVV Alcides     | 18 | 5  | 4  | 9  | 23 | 44 | −21 | 14  |                                    |
| 8   | Upright         | 18 | 3  | 3  | 12 | 16 | 41 | −25 | 9   |                                    |
| 9   | GSAVV Forward   | 18 | 2  | 4  | 12 | 15 | 47 | −32 | 8   |                                    |
| 10  | GVV Groningen   | 18 | 0  | 3  | 15 | 10 | 68 | −58 | 3   | Descendit a 2a Divisió             |

### Eerste Klasse South
| Pos | Equip           | PJ | PG | PE | PP | GF | GC | DG  | Pts | Classificació o descens            |
| --- | --------------- | -- | -- | -- | -- | -- | -- | --- | --- | ---------------------------------- |
| 1   | NAC Breda       | 20 | 16 | 2  | 2  | 59 | 16 | +43 | 34  | Classificat pel play-off pel títol |
| 2   | Willem II       | 20 | 13 | 4  | 3  | 44 | 21 | +23 | 30  |                                    |
| 3   | MVV Maastricht  | 20 | 13 | 1  | 6  | 40 | 21 | +19 | 27  |                                    |
| 4   | Bredania        | 20 | 11 | 3  | 6  | 36 | 14 | +22 | 25  |                                    |
| 5   | BVV Den Bosch   | 20 | 8  | 5  | 7  | 32 | 34 | −2  | 21  |                                    |
| 6   | RKVV Wilhelmina | 20 | 9  | 1  | 10 | 28 | 29 | −1  | 19  |                                    |
| 7   | NOAD            | 20 | 5  | 9  | 6  | 20 | 24 | −4  | 19  |                                    |
| 8   | SV DOSKO        | 20 | 7  | 2  | 11 | 23 | 46 | −23 | 16  |                                    |
| 9   | Velocitas       | 20 | 4  | 3  | 13 | 30 | 50 | −20 | 11  |                                    |
| 10  | PSV Eindhoven   | 20 | 3  | 3  | 14 | 23 | 50 | −27 | 9   |                                    |
| 11  | VVV Venlo       | 20 | 2  | 5  | 13 | 17 | 47 | −30 | 9   | Descendit a 2a Divisió             |

### Eerste Klasse West
| Pos | Equip               | PJ | PG | PE | PP | GF | GC | DG  | Pts | Classificació o descens            |
| --- | ------------------- | -- | -- | -- | -- | -- | -- | --- | --- | ---------------------------------- |
| 1   | Blauw-Wit Amsterdam | 22 | 13 | 6  | 3  | 41 | 18 | +23 | 32  | Classificat pel play-off pel títol |
| 2   | Feijenoord          | 22 | 12 | 3  | 7  | 44 | 30 | +14 | 27  |                                    |
| 3   | AFC Ajax            | 22 | 8  | 10 | 4  | 31 | 22 | +9  | 26  |                                    |
| 4   | HFC Haarlem         | 22 | 9  | 7  | 6  | 43 | 39 | +4  | 25  |                                    |
| 5   | VOC                 | 22 | 7  | 7  | 8  | 40 | 52 | −12 | 21  |                                    |
| 6   | HBS Craeyenhout     | 22 | 9  | 2  | 11 | 43 | 33 | +10 | 20  |                                    |
| 7   | DFC                 | 22 | 7  | 6  | 9  | 28 | 29 | −1  | 20  |                                    |
| 8   | UVV Utrecht         | 22 | 8  | 4  | 10 | 29 | 40 | −11 | 20  |                                    |
| 9   | HVV Den Haag        | 22 | 6  | 7  | 9  | 48 | 44 | +4  | 19  |                                    |
| 10  | RCH                 | 22 | 8  | 3  | 11 | 33 | 44 | −11 | 19  |                                    |
| 11  | De Spartaan         | 22 | 7  | 4  | 11 | 32 | 42 | −10 | 18  | Descendit a 2a Divisió             |
| 12  | VVA                 | 22 | 6  | 5  | 11 | 32 | 51 | −19 | 17  | Descendit a 2a Divisió             |

### Play off pel campionat
| Pos | Equip               | PJ | PG | PE | PP | GF | GC | DG | Pts | Classificació                       |     | GOA | BWA | NAC | BEQ |
| --- | ------------------- | -- | -- | -- | -- | -- | -- | -- | --- | ----------------------------------- | --- | --- | --- | --- | --- |
| 1   | Go Ahead            | 6  | 2  | 3  | 1  | 8  | 7  | +1 | 7   | Desempat requerit per empat a punts |     |     | 1–0 | 3–1 | 1–1 |
| 2   | Blauw-Wit Amsterdam | 6  | 3  | 1  | 2  | 7  | 7  | 0  | 7   | Desempat requerit per empat a punts |     | 1–1 |     | 1–3 | 1–0 |
| 3   | NAC Breda           | 6  | 3  | 0  | 3  | 10 | 10 | 0  | 6   |                                     |     | 3–1 | 1–2 |     | 1–3 |
| 4   | Be Quick 1887       | 6  | 1  | 2  | 3  | 6  | 7  | −1 | 4   |                                     | 1–1 | 1–2 | 0–1 |     |     |

### Desempat del play-off
| Equip 1  | Marcador | Equip 2             |
| -------- | -------- | ------------------- |
| Go Ahead | 1–0      | Blauw-Wit Amsterdam |

El Go Ahead va guanyar el campionat.